# Akiapolaau
De akiapolaau (Hemignathus wilsoni) is een zangvogel uit de familie van de vinkachtigen (Fringillidae).

## Kenmerken
Het mannetje heeft olijfgroene bovendelen, een goudgele kop en gele onderdelen. Het vrouwtje is kleiner en valer van kleur. De lichaamslengte bedraagt 14 cm.

## Verspreiding en leefgebied
Deze bedreigde soort komt alleen voor in oud, vochtig, volgroeid bos met inheemse boomsoorten zoals Acacia koa, op de hellingen van vulkanen tussen de 1300 en 2100 m boven zeeniveau van het eiland Hawaï.

## Status
De akiapolaau heeft een beperkt verspreidingsgebied en daardoor is de kans op uitsterven aanwezig. De grootte van de populatie werd in 2012 door BirdLife International geschat op 13 tot 40 duizend volwassen individuen. Vooral tussen 1958 en 1985 gingen de populatie-aantallen achteruit door habitatverlies dat werd veroorzaakt door ingevoerde hoefdieren en roofdieren. Daarnaast waren er door muggen overgebrachte parasieten die schadelijk zijn voor deze vogels. Mogelijk bleven de aantallen rond 2010 stabiel. De vogel blijft afhankelijk van zorgvuldig natuurbeheer en om deze redenen staat deze soort als bedreigd op de Rode Lijst van de IUCN.